# Oleksandr Sorokalet
Oleksandr Dmytrovych Sorokalet (em ucraniano:  Олександр Дмитрович Сорокалет; Shostka, 27 de março de 1959) é um ex-jogador de voleibol da Ucrânia que competiu pela União Soviética nos Jogos Olímpicos de 1988.
Em 1988, ele fez parte do time soviético que conquistou a medalha de prata no torneio olímpico, no qual atuou em todas as sete partidas.